# Малодівицька сотня
Дівицька сотня — адміністративно-територіальна одиниця Прилуцького полку Гетьманської України в 1648-1654 рр.

## Історія
Сотня Прилуцького полку створена весною 1648 року, як військова одиниця того полку. Як адміністративна одиниця цього ж полку закріплена Зборівським договором 1649 року в кількості 100 козаків. Ліквідована в 1654 році після Переяславського договору. Територія увійшла в склад Прилуцької полкової сотні. Сотенним центром було поселення Велика Дівиця (зараз село Велика Дівиця Прилуцького району Чернігівської області). 
Сотником в 1649 році був Огій Данилович. Козаки:
Андрієвич Яцько,
Антоненко Олихвір,
Антоненко Олихвір,
Баглай Мисько,
Безпальчий Федин,
Білошенко Стецько,
Бобаченко Андрушко, 
Булаченко Максим,
Бураченко Кирило,
Головченко Василь,
Голубенко Іван,
Гольченко Сидір,
Гриценко Матвій,
Гужвиленко Дмитер,
Давиденко Павло,
Давиденко Семен,
Дорошенко Іван,
Євлашенко Антон,
Забуга Іван,
Іваненко Левко,
Ілляшенко Тишко,
Капустенко Павло,
Кисіль Іван,
Клещенко Улас,
Коломієць Микита, 
Кондратенко Андрушко,
Кондратенко Семен,
Костенко Павло,
Курбаненко Борис,
Курбаненко Дахно,
Куровський Іван,
Лавриненко Костюк,
Левкович Опанас,
Лук'яненко Рахно,
Лупиносенко Федір,
Лучченко Юсько,
Лучченко Яким,
Макаренко Клим,
Максименко Хведір,
Максименко Касіян,
Мамаєнко Максим,
Манадиченко Степан,
Мануйленко Терешко,
Мануйленко Іван,
Матвієнко Юсько,
Махненко Петро,
Морозенко Семен,
Надченко Ілляш,
Наливайченко Федір,
Нехведенко Карпо,
Олещенко Охрім,
Омеляненко Тишко,
Осенченко Мануйло,
Остапенко Андрій, 
Очутченко Максим,
Пальчиченко Ігнат,
Пергатенко Опанас,
Персатенко Мисько,
Петренко Курило,
Пилипенко Харко,
Плютенко Гринь,
Проскурненко Іван,
Проценко Хведір,
Романенко Кузьма,
Савченко Василь,
Савченко Грицько,
Савченко Тишко,
Сахненко Тимош,
Семенович Степан,
Сергієнко Іван,
Сергієнко Гапун,
Сидоренко Сава,
Синяченко Хвесько,
Ситниченко Яцько,
Слободський Андрій,
Солониченко Лаврін,
Стеценко Василь,
Стеценко Яким,
Стрільниченко Семен,
Сутуга Грицько,
Тимошенко Євхим,
Трохименко Демко,
Тулієнко Ярмак,
Тихий Петро,
Федоренко Хвень,
Федоренко Яцько,
Хведченко Ігнат,
Хитриченко Гришко,
Холодниченко Вакула,
Хоменко Процик,
Чечуга Іван,
Шарко Хведір,
Шимченя Степан,
Шкуратенко Ясько,
Шкурченко Яків,
Шуляка Іван,
Щербаненко Василь,
Ющенко Данило,
Яценко Павло.